# Cedro del Líbano del Museo del Prado
El cedro del Líbano del Museo del Prado es un ejemplar de Cedrus libani, que se ubica en el Paseo del Prado de Madrid. Está incluido en el catálogo de Árboles Singulares de la Comunidad de Madrid y forma parte del Paisaje de la Luz, un paisaje cultural que fue declarado Patrimonio de la Humanidad el 25 de julio de 2021.

## Descripción
Se trata de un Cedrus libani, de la familia de los Pinaceae, incluido en el catálogo de Árboles Singulares de la Comunidad de Madrid. Es un árbol recio que tiene las ramas superiores en un mismo plano y la copa cónica que se va volviendo plana con la edad. Sus ramas más jóvenes son glabras y las hojas, de color verde oscuro, son aciculares. Las piñas de forma ovoidea y ápice deprimido, cuentan con una longitud de entre 7 y 12 centímetros.
Se encuentra en el Paseo del Prado de Madrid, en los jardines del Museo del Prado. Tiene 26 metros de altura y un diámetro de copa de 22 metros. El perímetro del tronco es de cuatro metros y medio. Se estimó que tiene una edad de 120 años.